# Kalmar Hamiltonův
Kalmar Hamiltonův (Mesonychoteuthis hamiltoni) je jeden z největších známých hlavonožců. Předpokládá se, že dosahuje největší hmotnosti ze všech hlavonožců, je také možná větší než krakatice obrovská.

## Popis a rozměry
V březnu 2003 byl v Rossově moři uloven jedinec s velikostí pláště (ML, mantle length) 2,5 m. Předpokládalo se, že měl 2/3 až polovinu velikosti dospělce, tzn. velikost pláště u dospělce bude asi 4 m (3,3 m až 5 m). V únoru 2007 se podařilo novozélandským rybářům vytáhnout z moře největšího kalmara, jaký byl kdy uloven. Hmotnost této samice činila údajně 450 kg a i s chapadly měřila přes 10 m.
Ve skutečnosti však největší známý jedinec, změřený v roce 2003, měl celkovou délku 5,4 metru a vážil 300 kg. Ještě těžší byl jedinec s délkou 4,2 metru, ale hmotností 495 kg. Ten byl změřen a zvážen v roce 2007. Běžně dosahují zástupci tohoto druhu hmotností v rozmezí 200 až 280 kg a jsou tak nejtěžším známým zástupcem hlavonožců na světě.
Tento druh má také největší známé oči v říši živočichů. Největší změřené oko mělo průměr asi 30 centimetrů a zornička byla velká zhruba jako pomeranč. Velké oči umožňují kalmarovi dobrou orientaci i v hloubkách kolem 2 000 metrů s minimálním osvětlením, jsou tedy adaptací na pobyt ve tmě.
V březnu 2025 byl ve vodách u souostroví Jižní Sandwichovy ostrovy týmem vědců poprvé natočen živý exemplář. Šlo o mládě s délkou asi 30 centimetrů.

## Ekologie
Predátoři:
- vorvaň obrovský (Physeter macrocephalus)
- žralok světloun pacifický (Somniosus pacificus) – dosahující délky až 7,3 m[8]

Kořist:
- Doloženou potravou kalmara jsou velké ryby, zejména ostnoploutvá ledovka patagonská (Dissostichus eleginoides, anglicky Patagonian toothfish)[3]. Domněnky, že by potravou mohl být i vorvaň obrovský, nejsou podložené. "Zabijácký arzenál" kalmara – přísavky a ostré hákovité drápy ovládané svaly na koncích chapadel – slouží při bojích s vorvani jako hlavními predátory. Fyziologické výzkumy totiž naznačují, že kalmar Hamiltonův má pomalý metabolismus a nespotřebuje velké množství potravy (jedna pětikilová ledovka patagonská by měla vystačit pro přežití na celých 200 dní).[9]

Výskyt:
- hluboké moře v okolí Antarktidy

Hloubka:
- 2000–2200 m[10]